# International Gay and Lesbian Football Association
La IGLFA o Asociación Internacional de Fútbol de Gays y Lesbianas (en inglés International Gay and Lesbian Football Association) es una organización internacional que reúne a equipos de fútbol masculinos y femeninos en todo el mundo. 
Fue creada en 1992 con la intención de promover y aumentar el respeto y el entendimiento por parte del mundo no gay a través del fútbol. Funciona como una red internacional que reúne a clubes de fútbol y promueve el entendimiento tanto físico como táctico del juego.
La asociación está afiliada con la Federación de los Juegos Gay. Conceden el premio anual «Tom Waddell Memorial Trophy» (creado en 1988) al ganador de la competencia masculina (que forma parte de los Juegos Gay, en los años que el evento se realiza).

## Organización
- Copresidentes:

Tatu Philips- Árbitro 
Steve Nick - United FC 
- Vicepresidente:

Gavin Mears - The Sydney Rangers Football Club (Australia)
- Tesorero:

Paul O'Brian - Dublin Devils 
- Secretario:

Dennis Fish - Federal Triangles SC 
- Comunicaciones:

Hans Laursen - Long Beach Waverunners 
- Delegados Norte América:

John Natale - The Boston Strikers 
Erik Trujillo - Long Beach Waverunners 
- Delegados Europa:

Ed Connell - London Titans FC (UK)
Niklas Ek - Stockholm Snipers IF  (Suecia)